# فهرست فرودگاه‌های هاوایی
این فهرست شامل فهرست فرودگاه‌های هاوائی است که براساس گروه، نوع و مکان آن‌ها مرتب شده‌اند. هاوائی یکی از ایالات آمریکا است.

## فرودگاه‌ها
این فهرست شامل اطلاعات زیر می‌باشد:
- شهر خدمت‌رسانی - شهری که عموماً به فرودگاه نسبت داده می‌شود و به آن نام در اداره هوانوردی فدرال ثبت شده‌است. این شهر همیشه مکان واقعی فرودگاه نیست چراکه برخی از این فرودگاه‌ها در شهرک‌هایی خارج از شهر اصلی خدمت‌رسانی خود واقع شده‌اند. این فهرست، همهٔ شهرهای سرویس داده شده را دربر نمی‌گیرد. این شهرها را می‌توان در نوشتار مربوط به هر فرودگاه یافت.
- FAA - شناسه موقعیت فرودگاه بر پایه اطلاعات اداره هوانوردی فدرال (FAA).
- IATA - شماره اختصاص‌داده‌شده به فرودگاه توسط انجمن بین‌المللی حمل و نقل هوایی (IATA). مواردی که این شناسه با شناسه مورد استفادهٔ اداره هوانوردی فدرال هماهنگ نیستند پررنگ شده‌اند.
- ICAO - نشان‌گر موقعیت اختصاص‌داده‌شده توسط سازمان بین‌المللی هوانوردی غیرنظامی (ایکائو).
- نام فرودگاه - نام رسمی فرودگاه. مواردی که به صورت پررنگ نشان داده شده‌اند بیانگر این هستند که فرودگاه برای شرکت‌های هواپیمایی تجاری، خدمات زمان‌بندی‌شده ارائه می‌کند.
- کاربری (Role) - یکی از موارد چهارگانه دسته‌بندی فرودگاهی اداره هوانوردی فدرال، که طبق گزارش ارائه‌شده در طرح ملی سامانه‌های فرودگاهی یک‌پارچه (NPIAS)، بین سال‌های ۲۰۰۹-۲۰۱۳ شامل موارد زیر است:
  - P: خدمات تجاری - دست‌اول (Primary) که شامل فرودگاه‌های دولتی‌ای است که خدمات مسافربری منظم ارائه می‌کنند و سالانه به بیش از ۱۰ هزار مسافر خدمات می‌دهند.

فرودگاه‌های دست‌اول توسط اداره هوانوردی فدرال به مراکز اصلی زیر طبقه‌بندی شده‌اند:
- -     - L: مرکز بزرگ که ۱% از کل مسافرت‌های هوایی ایالات متحده آمریکا (در طی یک سال) را دربرمی‌گیرد.
    - M: مرکز متوسط که برای ۰٫۲۵% از کل مسافرت‌های هوایی ایالات متحده آمریکا (در طی یک سال) در نظر گرفته شده‌است.
    - S: مرکز کوچک که برای ۰٫۰۵% تا ۰٫۲۵% از کل مسافرت‌های هوایی ایالات متحده آمریکا (در طی یک سال) در نظر گرفته شده‌است.
    - N: مرکز نیست که برای کمتر از ۰٫۰۵% از کل مسافرت‌های هوایی ایالات متحده آمریکا (در طی یک سال) در نظر گرفته شده‌است.

  - CS: خدمات تجاری - غیر دست‌اول که شامل فرودگاه‌های دولتی‌ای است که سالیانه حداقل به ۲۵۰۰ مسافر خدمات می‌دهند.
  - R: فرودگاه‌های کمکی که توسط اداره هوانوردی فدرال برای کاهش فشار بر فرودگاه‌های بزرگ و نیز افزایش دسترسی جامعه به خدمات هوایی ایجاد شده‌اند.
  - GA: فرودگاه‌های اختصاص یافته به هوانوردی عمومی، که بیشترین تعداد از فرودگاه‌های آمریکا را دربر می‌گیرند.
- Enpl - تعداد مسافرت‌های انجام شده در فرودگاه در طی سال ۲۰۰۸ (بر اساس آمار اداره هوانوردی فدرال)
- Airspace - دستهٔ (کلاس) حریم هوایی درنظرگرفته‌شده برای آن فرودگاه.(مقادیر داده‌شده در پرانتز بیانگر این هستند که فرودگاه در حریم هوایی یک فرودگاه دیگر واقع شده‌است و نیز آن حریم هوایی را نشان می‌دهند) به‌طور کلی، فرودگاه‌های دستهٔ B شلوغ‌ترین فرودگاه‌ها هستند و بعد از آن‌ها به ترتیب دسته‌های C، D، E و G قرار دارند.

| شهر                         | شناسه موقعیت | یاتا | ایکائو | نام فرودگاه                                                       | کاربری | مسافر در سال |
| --------------------------- | ------------ | ---- | ------ | ----------------------------------------------------------------- | ------ | ------------ |
|                             |              |      |        | Commercial service – primary airports                             |        |              |
| Hilo                        | ITO          | ITO  | PHTO   | فرودگاه بین‌المللی هیلو                                            | P-S    | ۶۱۱٬۷۸۲      |
| هونولولو                    | HNL          | HNL  | PHNL   | فرودگاه بین الملی هونولولو / Hickam AFB                           | P-L    | ۸٬۷۴۰٬۰۷۷    |
| Kahului                     | OGG          | OGG  | PHOG   | فرودگاه کاهولوی                                                   | P-M    | ۲٬۵۸۷٬۲۱۴    |
| Kailua/Kona                 | KOA          | KOA  | PHKO   | فرودگاه بین‌المللی کونا                                            | P-S    | ۱٬۲۷۶٬۳۴۳    |
| Kaunakakai                  | MKK          | MKK  | PHMK   | فرودگاه مولوکای (Molokaʻi Airport)                                | P-N    | ۸۸٬۶۸۸       |
| Lanai City (Lānaʻi City)    | LNY          | LNY  | PHNY   | فرودگاه لانائی (Lānaʻi Airport)                                   | P-N    | ۴۳٬۹۲۲       |
| Lihue (Līhuʻe)              | LIH          | LIH  | PHLI   | فرودگاه لیهوئه (Līhuʻe Airport)                                   | P-S    | ۱٬۱۷۵٬۲۰۳    |
|                             |              |      |        | Other airports with scheduled passenger service                   |        |              |
| Hana                        | HNM          | HNM  | PHHN   | فرودگاه هانا                                                      | GA     | ۱۳۲          |
| Kalaupapa                   | LUP          | LUP  | PHLU   | فرودگاه کالاوپاپا                                                 | GA     | ۱٬۲۱۷        |
| Kamuela (Waimea)            | MUE          | MUE  | PHMU   | فرودگاه ویمه-کوهالا                                               | GA     | ۴۷           |
| Lahaina (L&#257;hain&#257;) | JHM          | JHM  | PHJH   | فرودگاه کاپالوا (Kapalua West Mauʻi Airport)                      | GA     | ۴۰٬۰۶۰       |
|                             |              |      |        | Reliever airports                                                 |        |              |
| Kapolei                     | JRF          |      | PHJR   | فرودگاه کالالوا (John Rodgers Field)                              | R      | ۱۹           |
|                             |              |      |        | General aviation airports                                         |        |              |
| Hanapepe                    | PAK          | PAK  | PHPA   | فرودگاه پورت آلن                                                  | GA     |              |
| Hawi                        | UPP          | UPP  | PHUP   | فرودگاه آپولو                                                     | GA     |              |
| Mokuleia (Mokul&#275;ʻia)   | HDH          | HDH  | PHDH   | فرودگاه صحرایی دیلینگهام                                          | GA     |              |
|                             |              |      |        | Other government/military airports                                |        |              |
| هونولولو                    | HNL          | HIK  | PHIK   | Hickam Air Force Base (shares runways with Honolulu Int'l)        |        |              |
| هونولولو                    | NPS          |      | PHNP   | میدان هوایی جزیره فرد                                             |        |              |
| Kaneohe (K&#257;neʻohe)     | NGF          |      | PHNG   | پایگاه نیروی هوایی، دریایی کانیوهو بی (Marine Corps Base Hawaii)  |        | ۲۵۳          |
| Kekaha / کائوآئی (Kauaʻi)   | BKH          | BKH  | PHBK   | پایگاه موشکی پاسیفیک at پایگاه موشکی پاسیفیک                      |        |              |
| Pohakuloa Training Area     | BSF          | BSF  | PHSF   | Bradshaw Army Airfield                                            |        |              |
| Tern Island                 | HFS          |      | PHHF   | فرودگاه فرنچ فریگیت شوالز                                         |        | ۳۶           |
| Wahiawa                     | HHI          | HHI  | PHHI   | فرودگاه ویلر آرمی                                                 |        |              |
|                             |              |      |        | Notable private-use airports                                      |        |              |
| Hanalei                     | HI01         | HPV  |        | فرودگاه پرینسویل (former FAA identifier: HPV)                     |        |              |
|                             |              |      |        | Notable former airports                                           |        |              |
| Ewa (ʻEwa)                  |              |      |        | MCAS Ewa (closed 1952)                                            |        |              |
| Ka Lae                      |              |      |        | Morse Field (closed 1952)                                         |        |              |
| Kailua-Kona                 |              |      |        | Old Kona Airport (converted to park in 1970)                      |        |              |
| Lahaina (L&#257;hain&#257;) | HKP          | HKP  | PHKP   | فرودگاه کاناپالی (closed 1986)                                    |        |              |
| Schofield Barracks          |              |      |        | Stanley Army Airfield (closed 1940s, now part of the golf course) |        |              |

پانویس:
1. ↑  Hana Airport is listed as general aviation in the 2011–2015 NPIAS because it had less than 2,500 enplanements in 2008.
2. ↑  Kalaupapa Airport is listed as commercial service – nonprimary in the 2011–2015 NPIAS (based on enplanements in 2008), but is general aviation based on enplanements in 2009/2010.
3. ↑  Waimea-Kohala Airport is listed as general aviation in the 2011–2015 NPIAS because it had less than 2,500 enplanements in 2008.
4. ↑  Kapalua Airport is listed as general aviation in the 2011–2015 NPIAS even though it had over 10,000 annual enplanements (possibly since categorized as private use by FAA).